# مونتيكالفو ايربينو
مونتيكالفو ايربينو هي بلدة ومدينة في مقاطعة أفيلينو ، كامبانيا، في جنوب إيطاليا .

## نبذة
تقع على تل يشرف على وادي أوفيتا. وتشتهر هذه المدينة بصنع خبز معروف باسم باني دي مونتيكالفو، الذي منح علامة الجودة (بات)، أيضاً عرفت بإنتاج زيت الزيتون إربينيا-كولين ديل أفيتا .  
   يوجد في ريف مدينة مونتيكالفو ايربينو أطلال كورسانو، وهي عبارة عن قرية محصنة ، دمرها الطاعون عام  1656، ومنذ ذلك الحين أصبحت مهجورة، أيضاً يوجد بهذه المدينة ما يسمى بفقاعات مالڤيزا، والتي تعتبر أكبر حقل طين في جنوب إيطاليا.